# Kuyulu Kavaklı, Göynücek
Kavaklı là một xã thuộc huyện Göynücek, tỉnh Amasya, Thổ Nhĩ Kỳ. Dân số thời điểm năm 2010 là 71 người.